# Dasyleurotettix sublaevis
Dasyleurotettix sublaevis är en insektsart som först beskrevs av Bolívar, I. 1912.  Dasyleurotettix sublaevis ingår i släktet Dasyleurotettix och familjen torngräshoppor. Inga underarter finns listade i Catalogue of Life.